# Schloss Samersdorf
Schloss Samersdorf war ein Schloss in Samersdorf bei Haschendorf in der Gemeinde Neckenmarkt im Burgenland.

## Geschichte
Im Giebel des Hauptportals prangt die Jahreszahl 1661. Paul I. Esterházy de Galantha errichtete das Kastell, das um 1680 auf einem Kupferstich von Matthias Greischer als dreistöckiges Gebäude in einem ummauerten französischen Garten gezeigt wird. Westlich des Schlosses befinden sich zwei gefasste Teiche, deren Wasser eine dreigängige Mühle antreibt. Ob das Schloss um 1660 neu errichtet oder einst Jagdschloss des Grafen Nádasdy Ferenc war, kann nicht eindeutig festgestellt werden.
Während des Ersten Weltkrieges war im Schloss die Kommandantur des Kriegsgefangenenlagers Sopronnyék untergebracht.
In einem Brand wurde das Schloss 1945 völlig zerstört und in den 1950er Jahren zwar wieder bewohnbar gemacht, dabei aber stark verändert, sodass heute nurmehr wenig historische Bausubstanz erhalten ist.